# عديل بك
عديل بك هي بلدة في مقاطعة يكباغ في ولاية قشقداريا في أوزبكستان.